# رزقی عمروش
رزقی عمروش (انگلیسی: Rezki Amrouche؛ زادهٔ ۱۷ نوامبر ۱۹۷۰) بازیکن فوتبال اهل الجزایر بود.
از باشگاه‌هایی که در آن بازی کرده‌است می‌توان به باشگاه فوتبال نصر حسین دای، باشگاه فوتبال آفریقایی، باشگاه فوتبال القبائل، و باشگاه فوتبال استاد برستوا ۲۹ اشاره کرد.
وی همچنین در تیم ملی فوتبال الجزایر بازی کرده‌است.